# Catharsius erechtheus
Catharsius erechtheus är en skalbaggsart som beskrevs av Felsche 1907. Catharsius erechtheus ingår i släktet Catharsius och familjen bladhorningar. Inga underarter finns listade.